# Keep the Faith (canción de Michael Jackson)
«Keep the Faith» (en inglés: Mantener la Fe) es una canción del cantante estadounidense Michael Jackson, incluida como la undécima pista de su octavo álbum de estudio, Dangerous, lanzado el 13 de noviembre de 1991 bajo el sello Epic Records. La canción fue escrita por Michael Jackson junto con Glen Ballard y Siedah Garrett, quienes ya habían colaborado anteriormente en el éxito global Man in the Mirror. Keep the Faith se distingue por su fusión de góspel, pop y R&B, y destaca por su poderoso mensaje de superación personal, perseverancia y fe en uno mismo. Aunque nunca fue lanzada como sencillo, es una de las canciones más apreciadas por los seguidores de Jackson, debido a su inspiradora letra y la emotiva interpretación vocal del artista.

## Composición y producción
La canción fue coescrita por Michael Jackson, Glen Ballard y Siedah Garrett, quienes también colaboraron en Man in the Mirror, otro tema cargado de espiritualidad y mensajes positivos. Keep the Faith fue producida por Jackson y Ballard, siendo este último un productor destacado que trabajó con artistas como Alanis Morissette y Aerosmith. La producción de la canción estuvo marcada por la inclusión de un coro góspel dirigido por el famoso director Andraé Crouch, quien aportó una sensación de elevación espiritual y energía emocional que complementa la interpretación de Jackson.
Las sesiones de grabación de la canción tuvieron lugar en los estudios Record One y Ocean Way en Los Ángeles durante el año 1990, con el apoyo de un equipo técnico liderado por el ingeniero de sonido Bruce Swedien. Swedien, quien había trabajado en varios proyectos de Jackson, fue responsable de capturar la complejidad de la orquestación y la rica textura del coro góspel, que juega un papel central en el arreglo final.A mediados de los años 2000, se filtro la primera demo de la canción, muy similar a la versión final; posteriormente el 27 de enero de 2023, después del famoso robo de la computadora portátil de Brad Sundberg, que contenía 50 gigabytes de música e videos indeditos de Jackson, se filtró la segunda demo. En sí, las dos demos son muy similares a la versión final de la canción, pero la voz de Jackson es menos euforica, y casi un susuro en las primeras versiones.

## Estructura musical y estilo
Musicalmente, Keep the Faith se sitúa dentro de los géneros de góspel, R&B y pop; junto con elementos de soul, rock, funk, soft rock, música cristiana y new jack swing. La canción está compuesta en la tonalidad de la mayor, y su estructura sigue un formato tradicional de verso-estribillo, con una progresión ascendente en el puente que aumenta la tensión emocional antes de alcanzar el clímax en el estribillo final. La interpretación vocal de Jackson es una de las más potentes en todo el álbum Dangerous, utilizando un rango dinámico que va desde suaves susurros hasta potentes expresiones de júbilo espiritual, acompañado por el coro que refuerza el mensaje de esperanza y fe.
El arreglo instrumental incluye piano, sintetizadores, bajo y percusión, con un uso intensivo de cuerdas sintetizadas que le dan un carácter más amplio y orquestal. El coro góspel, dirigido por Andraé Crouch, juega un papel crucial en la canción, proporcionando un telón de fondo espiritual que realza el mensaje de la letra. Los coros son exuberantes y están cuidadosamente mezclados para complementar la voz de Jackson, creando una sensación de comunidad y solidaridad.
El puente de la canción es particularmente destacado por la modulación en la tonalidad, lo que intensifica la emoción justo antes del estribillo final. Esta técnica es común en la música góspel, donde la repetición y la intensificación sirven para involucrar emocionalmente al oyente. Keep the Faith es un claro ejemplo de cómo Jackson fusionó estilos tradicionales con la música pop contemporánea para crear una pieza accesible pero cargada de contenido espiritual y emocional.

## Temática y letras
El mensaje central de Keep the Faith es de perseverancia, autoconfianza y fe, no solo en uno mismo, sino también en los demás. Las letras de la canción alientan a los oyentes a seguir adelante a pesar de las dificultades y desafíos que puedan enfrentar en la vida. Frases como "You got to keep the faith, don't let nobody turn you 'round" ("Tienes que mantener la fe, no dejes que nadie te desvíe") destacan el mensaje motivacional que Jackson y sus colaboradores querían transmitir. La canción se asemeja a otros trabajos de Jackson con mensajes sociales y espirituales, como Heal the World y Will You Be There, ambos del mismo álbum Dangerous.
La letra también se caracteriza por el uso de metáforas y simbolismos espirituales, como "Lift up your mind before your mind gets blown" ("Levanta tu mente antes de que se desmorone"), que insta a la audiencia a centrarse en pensamientos positivos y no sucumbir a la desesperación. Keep the Faith invita a los oyentes a encontrar fortaleza en la creencia personal y en la capacidad de superar las adversidades, un tema recurrente en la obra de Jackson.

## Recepción crítica
Aunque Keep the Faith no fue lanzada como sencillo, recibió críticas favorables por parte de la prensa especializada. La revista Rolling Stone la describió como una de las canciones más subestimadas de Dangerous, alabando tanto la interpretación vocal de Jackson como el arreglo musical. Por su parte, AllMusic señaló que Keep the Faith representa un lado menos comercial del álbum, pero no menos impactante en términos de mensaje y ejecución.
Los seguidores de Jackson a menudo mencionan esta canción como un ejemplo del compromiso del artista con los mensajes de empoderamiento y cambio social. Varios críticos también han señalado las similitudes temáticas entre Keep the Faith y otros himnos espirituales de la carrera de Jackson, lo que refuerza su reputación como un artista preocupado por inspirar a su audiencia a través de su música.

## Personal
- Michael Jackson – voz principal, coros
- Siedah Garrett – coros
- Glen Ballard – teclados, producción
- Andraé Crouch – director del coro góspel
- Bruce Swedien – ingeniero de sonido
- Greg Phillinganes – teclados
- Louis Johnson – bajo
- Bill Bottrell – guitarra
- Coro góspel – varios artistas dirigidos por Andraé Crouch